# Грантортино (Падова)
Грантортино је насеље у Италији у округу Падова, региону Венето.
Према процени из 2011. у насељу је живело 430 становника. Насеље се налази на надморској висини од 32 м.